# スティッチ!
『スティッチ!』は、2008年10月8日から2009年3月25日までテレビ東京系列で放送されたウォルト・ディズニー・ジャパン製作によるテレビアニメである。シリーズ化されており、本項では以下の続編・長編エピソードについても解説する。
- 第2シリーズ『スティッチ! 〜いたずらエイリアンの大冒険〜』（スティッチ! 〜いたずらエイリアンのだいぼうけん〜） - 2009年10月13日から2010年6月29日までテレビ朝日系列で放送
- 第3シリーズ『スティッチ! 〜ずっと最高のトモダチ〜』（スティッチ! 〜ずっとさいこうのトモダチ〜・第3シリーズ） - 2010年7月6日から2011年3月8日までテレビ朝日系列で放送
- 長編『スティッチと砂の惑星』（スティッチとすなのわくせい） - 2012年6月16日にディズニー・チャンネルで放送された長編作品
- 長編『スティッチ!パーフェクト・メモリー』 - 2015年8月7日にディズニー・チャンネルで放送された長編作品

## スティッチ!
ウォルト・ディズニー・ジャパン代表取締役であるポール・キャンドランドが沖縄県に1994年から4年間移住した経験から、2006年から沖縄県を題材にしたアニメ作品の構想を練っていた。2007年10月31日に仲井眞弘多沖縄県知事に竹富島を舞台にしたテレビアニメの制作を報告し、翌年10月7日に東京都内のホテルで「スティッチ!」の制作発表会が行われた。東京国際アニメフェア 2008でパイロット版が公開された。
日本の沖縄にある架空の島・イザヨイ島を舞台にした作品である。スティッチ、プリークリー、ジャンバ、エンジェルなどのオリジナルキャラクターに加え、ユウナ、おばあ、キジムナー（沖縄県を代表する妖怪）などの新キャラクターが登場する。
テレビ東京系列では第1期『スティッチ!』が毎週水曜日19時26分から19時55分に全25話が放送された（放送開始日の2008年10月8日は初回を2話連続放送の1時間スペシャルとして放送した）。ハイビジョン制作で同時に字幕放送も行われた。スティッチが黄色字幕、ユウナが青色字幕、それ以外の人物は白色で表記。不定期に朝の時間帯にそれぞれの話をピックアップした総集編が放送されたこともある。2009年3月25日にテレビ東京系列の第1期の本放送が終了し、最終話を1時間スペシャルとして放送した（ディズニー・チャンネルではパート1とパート2に分けている）。放送後に第2シリーズの製作が発表された。2008年11月22日にはCSのディズニー・チャンネルで『ディズニー・チャンネル5周年記念特番』内で先行放送が行われ、翌月12月7日に本放送が開始された（これ以外の放送局についてはリロ・アンド・スティッチ ザ・シリーズを参照の事）。
ほぼ全ての回で脚本と絵コンテを日本のスタッフ、演出や作画などの実制作を韓国のMOI ANIMATION及びDR MOVIEが担当しているが、まれに演出や実制作をG&Gディレクションや手塚プロダクション、ムークアニメーションなどが担当したこともある。
DVDが8月5日に第1期前半（13話まで）を収録したBOX1と第1期前半の中から選ばれた6話、8話、11話と特典映像を収録した『傑作エピソード集/すきすき!エンジェル』が発売され、10月7日には第1期後半（25話まで）を収録したBOX2と第1期後半の中から選ばれた15話、22話に加え、未放送の26話を収録した『傑作エピソード集/火の玉ぼうや ダマッチ』が発売。発売元はウォルト ディズニー スタジオ ホーム エンターテイメント。レンタルも同時に開始された。DVDのCMは本作の舞台である沖縄県出身の歌手ユニット、SPEEDがナレーションを担当した。
第1期では「リロ・アンド・スティッチ」シリーズとの関連性が見られなかったが、第3期で大人になったリロが大人になってスティッチ達と別れて数年経った後という設定が登場した。詳しくは第3期の項目を参照。しかし、リロがスティッチ達を手放すことが「リロ・アンド・スティッチ」の「オハナは何があってもそばにいる家族」というテーマに反していることが指摘されており。、『リロイ・アンド・スティッチ』で改心してリロとスティッチのオハナになったはずのガントゥとルーベンがスティッチの敵として再登場している。
ディズニー・チャンネルでは2009年6月26日（スティッチの日、試作品番号626から）に「めんそーれ! スティッチ・デー」というタイトルの特別編成を行い、地上波未放送エピソードの26話が放送された。

### ストーリー
スティッチはある日、ジャンバの作った宇宙スクーターで遊んでいたが、宇宙嵐に巻き込まれて、地球の沖縄という島にあるイザヨイ島に不時着した。スティッチは空腹のために島の食べ物を食べまくり、島中がパニックになる。イザヨイ島に住む少女、ユウナは、森の中でスティッチを見つけ、勝負を挑まれる。しかし、次第に和解し、スティッチを『イチャリバチョーデー（沖縄弁で、『一度会ったら皆兄弟』の意）』として彼女の家に招待することになる。
そんな中、「ちたまの石」の伝説を知ったスティッチは「宇宙一の力」を手に入れるために43のイイコト探しを始めることになった。

### キャラクター
スティッチ
声 - 山寺宏一
本作の主人公。ジャンバが作った試作品626号。詳しくは映画、ザ・シリーズのキャラクター紹介を参照。なお、この作品ではジャンバやガントゥなどから「626」ではなく「スティッチ」と呼ばれており、自身も片言ではなく普通に喋れるようになる。一人称は基本的には自分の名前だが、たまに「僕」も使用している。
ジャンバが開発した宇宙スクーターで暴走中、宇宙嵐に巻き込まれ日本の沖縄にある「イザヨイ島」へと不時着し、ユウナと出会う。「ちたまの石」の力に興味を示し「宇宙一の力が欲しい」という願いを叶えてもらうため、「43のイイコト（善行）」をするために日夜努力している。第3シリーズからはユウナと共に沖縄ニュータウンへ引っ越し、新しい生活をスタートさせる。料理が下手。また、音痴である。
他の試作品のイトコたちが理由で、ユウナたちからヤキモチを焼いていたり、嫉妬していると疑われた経験が何度かある。
上原 ユウナ（うえはら ユウナ）
声 - くまいもとこ
本作のヒロイン。10〜11歳。小学4年生（第3シリーズ以降は5年生）の女の子。自宅にある道場の「ちたま流」空手の師範代も務めている。雷と勉強が苦手であり、幼少期はニンジンが苦手だったが、おばあがおにぎりの中に入れたことで好きになった。誕生日は2月25日。第3シリーズ第1話で初めて本名が明らかになった。父親は東京で海洋研究をしている。母親は彼女が赤ん坊の頃に亡くなっている。おじいから貰った星の砂を大切に持っている。スティッチと初めて出会った時は、大騒動で島中をパニックに陥らせたスティッチを妖怪だと思い込み敵対した。原作のリロに相当するが性格はリロとは正反対で、男勝りで活発である。第3シリーズではイザヨイ小学校が廃校になることを知り、おばあは本島の沖縄ニュータウンへ転校を勧める。しかし初めはイザヨイ島に慣れ親しんでいたため引っ越すことに反対するが、ズル子が赴任することで一緒について行くことになる。ニュータウンのやや郊外にある一戸建ての新居の家でズル子と共同生活している。
名前の由来は、オオハマボウの沖縄での別名ユウナから。パイロット版では仮にハナコと名づけられていた。
ジャンバ・ジュキーバ博士
声 - 飯塚昭三
映画、ザ・シリーズのキャラクター紹介を参照。
スティッチを止めようと追ううちに宇宙嵐に巻き込まれ、スティッチとはぐれてしまったが、プリークリーの惑星探査船を利用してイザヨイ島へ辿り着きスティッチに追いつく。スティッチがいつも身に付けている「イイコトカウンター」は彼の発明品である。他にも、「ネコネコクッキー製造マシーン」や「挨拶特訓マシーン」などを発明している。ナルシストらしく自身の外見を「ハンサム」と認識しているが、明らかに人間とは異なる美意識を持ち、第2シリーズ36話ではユウナと魂を入れ替えられた際、目が2つしかないことを嘆いていた。第3シリーズではユウナの引っ越しに伴い、プリークリーと共に沖縄ニュータウンへと移住し、ユウナの家の近所にある民家に研究所を移転した。
プリークリー
声 - 三ツ矢雄二
映画、ザ・シリーズのキャラクター紹介を参照。
ジャンバと再会した時点で、お互いの間に凡そ50週間の時差があった。洗濯物の中にミッキーマウス柄のパンツのような履き物が確認できる。初対面まではキジムナーを恐れていた。この作品から通販好きという設定が定着された。幼少時代は合唱団リーダーだという。ドラマ「キッズ刑事（-でか）」の主人公を演じるテツオのファンだったが、外見はよくても中身がよくなかったので、今は「名探偵ニャン太とたま男君」の主役である誰にも解けない難事件を解決してくれるたま男君に夢中になっている（ピーコも同じくテツオファンだったが、本性を知るやすぐに見放した）。嗅覚が一般人と違っており、悪臭をいい香りと感じている。おばあを師匠と崇め、彼女から料理を習っているが、作るのは大抵妙な料理である。
おばあ
声 - 京田尚子
ユウナの祖母。イザヨイ島の歴史に詳しく、島の妖怪たちには知り合いが多い。第3シリーズでは57話でのみ回想シーンで登場し、ユウナに沖縄ニュータウンへの転校を勧めた。75話ではスティッチが提案したクリスマスパーティーに招待された。
キジムナー
声 - 山口勝平
イザヨイ島で一番偉いとされている妖怪だが、とても臆病。おばあとは知り合い。唯一沖縄に伝承が実在する妖怪。
普段からスティッチとよく遊んでいる。目は髪で隠れており鼻の穴が大きめだが、全身を髪に隠して走ることもある。「〜だど」が口癖。
スティッチ相手に無我夢中で出した強い鼻息で、タチッチュの火吹きに逆襲する。ガジマギーという妹がいる。
ユウナの父
声 - 山寺宏一
ユウナの父親。眼鏡をかけており、東京にある海洋研究所の主任を務めている。仕事の都合でなかなかイザヨイ島に帰れないでいるが、家族と海の生物を思いやる気持ちはとても強い。第3シリーズでは、75話でおばあと共にクリスマスパーティーに招待された。
おじい
声 - 城山堅
今は亡きユウナの祖父で、ちたま流空手の師範だった。ちたまの石のかけらと言い伝えられている、見ていると力が湧く星の砂を宝物としており、孫娘にあげている。
タロウ
声 - 半場友恵
ユウナの友達の男の子。物知りで思いやりがある一方、気弱な性格のためにコージたちにいじめられているが、常にユウナに守られている時が多い。「ちたま流」空手の門下生の一人でもある。
偏食が多かったため、体が丈夫な方ではなかったがルーベンの作ったおにぎりのおかげで偏食が治った。
第2シリーズでは、眠りを妨げられた『マブイトッカエ』という妖怪の怒りを買ってしまい、スティッチと魂を入れ替えられたこともある。
タロウの母
声 - 加納千秋
タロウの母親。おかっぱ寄りの髪形をしている。
タロウの父
声 - 村治学
タロウの父親。眼鏡をかけている。
ピーコ
声 - 伊東みやこ
ユウナのクラスメイトの金髪の女の子で眼鏡をかけている。自己中心的で短気な面が目立っており、何かと自分が優位になっていないと気がすまないなど性格がかなり悪い。そのため、スティッチやユウナとは気が合わず、皮肉を言うこともしばしばある。前述の通りユウナとはよくケンカするが、結構仲は良い。
コージとは兄妹。父親は島のパイナップル工場やリゾートホテルを経営する島一番の事業家である。顔は母親似で、両親共々ピーコをかなり溺愛しているようである。
腹を立てた時などに言う「あんたなんかギザギザにしてパイナップルにしてやる〜!」が口癖。赤ん坊の時は物凄く太っていたらしい。
原作のマートルに相当。
コージ
声 - 西墻由香
ユウナと同じ学校に通っている小学6年生の男の子。ガキ大将的な存在である。しかし、妹のピーコにはなぜか逆らえず、わがままに付き合わされている時がある。そのための気苦労も多い。
コンピューターゲームがかなり上手い。「コンバット空手」を習っているらしいが、まだ白帯（したがってユウナよりは弱い）。自分の心境を日記にまとめるのを秘密の趣味にしている。
第2期ではサエやズル子に恋をしてしまう。
ピーコの父
声 - 向井修
ピーコとコージの父親で、島一番の事業家。温厚で子煩悩な性格の人物。おしゃれをした際の服装はあまり見栄えがいいとは言えず、ユウナに酷評された。11話で初登場。
ピーコの母
声 - 瑚海みどり
ピーコとコージの母親。夫同様子煩悩で、ピーコがイザヨイ島うたじまん大会に参加した際には誰よりも熱狂していた。18話で初登場。
タカ
声 - 長谷瞳
ユウナと同じ学校に通っている小学5年生。コージとともに行動しており、帽子をかぶっている方。コージと同様、ピーコのわがままに付き合わされることもしばしば。「コンバット空手」の門下生。お調子者な性格で、よくユウナたちをからかっている。パイナップルパフェが好き。
35話（クリスマススペシャル）は彼のメイン回であり、不注意でピーコにアイスをかけてしまったことで仲間外れにされてしまい、願い事を叶えてくれる試作品ウィッシーワッシーがいるとも知らずに「クリスマスパーティーなんかモンスターだらけのパーティーになればいい」と心無い言葉を言ってしまい、その言葉を願い事と誤解して町がモンスターパニックとなってしまうが、クリスマスツリーのモンスターに捕まってしまったピーコを体を張って助けたことで、再び仲間のもとに戻り、ピーコにはお詫びを兼ねてラブリーペンダントをプレゼントしてあげた。
マサ
声 - 石井行
ピーコの取り巻き。よくコージやタカと行動している。卵顔であり、かなり日に焼けている。ピーコのわがままによく付き合わされている。
「コンバット空手」の門下生の一人ではあるが、ジュンのことを「弱そうなやつ」と言い、挑発していたのにあっさりジュンに負けてしまったため、ピーコ、コージ、タカに、「だらしない」と言われてしまった。タカに比べると登場回数は少なく、メイン回を与えられたこともない。
本田さん（ほんだ - ）
声 - 紺野相龍
郵便局員のおじさん。「はぁ〜、忙しい忙しい」が口癖。
鈴木さん（すずき - ）
声 - 鈴森勘司
駐在所のおじさん。「ちたま流」空手の門下生の1人。
ルーベン
声 - 落合弘治
第1話から登場。ジャンバが作った試作品625号。詳しくは映画、ザ・シリーズのキャラクター紹介を参照。
イザヨイ島にサンドイッチの材料を買いに行くために、地球に向かおうとするガントゥに同行したが、パンがどこも売り切れだった。それで落ち込んでいた時におばあに出会い、持っていたサンドイッチの材料でおにぎり（おばあいわく「パンを使わないサンドイッチ」）を作ってもらったが、その美味しさに感動し、作り方をおばあから教えてもらってから今ではおにぎりを作ることが好きになった。しかし第2期以降はその描写は何事もなかったかのように描かれなくなり、再びサンドイッチ作りに夢中になる。また、ハムスターヴィールやガントゥにプレゼントを贈るなどの気配りを見せたことも。第3シリーズからはハムスターヴィールと一緒にデリアからのお仕置きを受けることもしばしばある。
エンジェル
声 - 竹田まどか
第6話から登場。ジャンバが作った試作品624号。詳しくは映画、ザ・シリーズのキャラクター紹介を参照。
イザヨイ島にはバカンス目的で来訪。滞在中に風邪にかかり声質がおかしくなってしまい、本来効果が無いはずのスティッチに歌の効果が発動してしまった。
全快後、次のバカンスを求めまた別の島へと旅立ったが、たまにイザヨイ島に戻ってきて、スティッチたちと楽しい一時を過ごしていたりもする。
この作品から、宝石や光り物が好きという設定が追加されている。
スティッチや他のエイリアンが普通に喋れるのに対し、言葉をあまり喋れない。例えば「スティッチ」、「キレイ」、「ダイヤモンド、イッパイ」などわずかな言葉を喋っている場面はあるが、それ以外は「ジャル、クイスタ!」、「ブジブ〜」など文にならない言葉が目立つ。
第3シリーズではアイドルになり、歌手になるなど人気を誇っている。
スパーキー
声 - 高木渉
第5話から登場。ジャンバが作った試作品221号。詳しくは映画、ザ・シリーズの試作品リストを参照。
ハムスターヴィールがイイコトカウンターをスティッチから奪うべく、自身の作ったヘルメットを被せて操った。
フィリックス
声 - 間宮康弘
第9話から登場。ジャンバが作った試作品010号。詳しくは映画、ザ・シリーズの試作品リストを参照。
スティッチが大量のゴミを処分するべく宇宙から呼び寄せた。
ガントゥ
声 - 石塚運昇
映画、ザ・シリーズのキャラクター紹介を参照。
地球のテレビドラマ「紅薔薇乙女（べにばらおとめ）」の主人公である「紅子（べにこ）（声 - 石井行）」の大ファンで、テレビのワンシーンで紅子が危機に陥ったシーンを見た時、救いに行くために地球へ向かうほどの熱狂ぶりを見せる（テレビ番組（劇中劇）のため、フィクションであることは第14話でジャンバとプリークリーがTVをつけて説明していた）。
第1シリーズ最終話でカセットテープで録音再生した紅子の声に即反応し、紅子に変装していたプリークリーを本気で追いかけていた所を見ると、純粋なファンであることがうかがえる（プリークリーいわく自分が「紅薔薇乙女」のファンではなく地球文化の1つのコスプレに影響されたとのこと。このとき彼が通販で買った「なりきり紅子お嬢様セット」はガントゥが第13話で同じものをルーベンからクリスマスプレゼントにもらった）。
音痴な歌を歌ったり、船の船長に憧れているなどと原作から引き継がれている設定が多い。
第3シリーズではハムスターヴィールと一緒に作戦に失敗した際のお仕置きを受けることもしばしばある。
「元銀河連邦司令」とたまに呟いており、第3シリーズでの「リロイ〜」以降の関連から、再就職後に退役もしくは再度解雇されたと考えられる。
ハムスターヴィール博士
声 - 家中宏
映画、ザ・シリーズのキャラクター紹介を参照。
宇宙征服のためにいつもガントゥとルーベンと共にスティッチを倒そうとするが、ことごとく失敗に終わる。第1シリーズ5話ではイイコトカウンターがちたまの石の力を得るために関係していることを突き止め、イイコトカウンターを奪おうと企んだ。24・25話ではジャンバを唆して作らせたロボットや操った試作品でスティッチに挑み、さらにジャンバを操ってちたまの石のパワーを自らに取り込ませ、パワーアップする。しかし、ちたまの石の助力でパワーアップを果たしたスティッチに敗北し、ガントゥやルーベン共々銀河刑務所に収監された。
第2シリーズでは刑務所を脱走し、手始めにブーグー（後述）をけしかけてスティッチに悪事を働かせるように工作した。悪役にも関わらず花を咲かせるガスをまいたこと（花を枯らせようとしたが、手違いで花を咲かせるガスになってしまった）から、イザヨイ島の住民から「ハムちゃん」と可愛がられたことがある。
第3シリーズではデリアの配下となり（スティッチの誕生以前から手を組んでいた）、スティッチのパワーチップを奪うために次々と改造エイリアンを送り込むが、失敗したらキツイお仕置きを受けている。肉は食べないらしく、ネコが苦手。また、一般人に扮して「ハム田ヴィール彦」と名乗り、臨時教員としてバレーボールのコーチを受け持ったこともある。
プリークリーのママ
声 - 新田万紀子（第1シリーズ）→松嶋尚美（第2シリーズ以降）
プリークリーの母親。息子を結婚させようと必死で行動する。第1シリーズ23話ではプリークリーの夢の中に登場し、なぜかガントゥをお見合い相手として紹介した。第2シリーズ28話ではプリークリーをお見合いさせるために夫と一緒にイザヨイ島にやって来た。その後も度々本編に登場する。
川崎先生（かわさき - ）
声 - 永田亮子
ユウナたちのクラスの担任。「スマイル」が口癖。担任がズル子に変わってからは出番が少なくなっている。
教頭
声 - 村松康雄
イザヨイ小学校の教頭。川崎先生をなだめるなど温厚な人物だが、ピーコには手を焼かされている。しかし、子あべこーべによって別人のように性格が良くなったピーコを見て、あべこべ騒動を起こしている悪の才能の持ち主を見つけようとして一日教師を買って出たジャンバの教育の賜物と誤認し、彼に感謝した。
ジュン
声 - こんのゆり
「ちたま流」空手の門下生の1人。父親がクリーニング屋を経営している。父親（後述）が厳格であるが、一度、妖怪にグータラにされたこともある。性格はかなりおとなしい。
ゲンタ
声 - 山野井仁
ジュンの父親で、クリーニング店・「クリーニングせんたく堂（クリーニングせんたくどう）」の主人。真面目で礼儀正しくかつ厳格な性格の持ち主で、モットーは「人間も洗濯物と同じ、折り目正しくきっちりと」。だらしない態度の人物には家族・それ以外の者を問わず注意する。ジュンの「あまり自分のことを怒らず、たまには仕事を休んで自分と遊んでくれたらいいのに」という声を聞いた火間虫入道によってグータラにされてしまう。
ジュンの母
声 - 西墻由香
ジュンの母親でゲンタの妻。夫の仕事を手伝っている。
トンボ
声 - 梶裕貴
ガラス工房で働いている青年で、「ちたま流」空手の門下生の1人。
八百屋のおばさん
声 - 一条みゆ希
イザヨイ町で八百屋を経営しているおばさん。パン屋さんなどの島民とともにハムスターヴィールに操られたスパーキーを目撃したり、イザヨイ島うたじまん大会にパン屋さんとペアを組んで出場したこともある。
パン屋さん
声 - 石井行
イザヨイ町でパン屋を経営している女性。スパーキーを目撃したり、うたじまん大会に八百屋のおばさんと組んで出場したことも。
タケオ
声 - 三浦潤也
イザヨイ町で床屋を経営する青年。
本屋さん
声 - 中博史
イザヨイ町で本屋を経営する男性。フィリックスに年季の入った商品の本をゴミと認識されて吸い込まれたことがある。
工場長
声 - 荻野晴朗
イザヨイ島のパイナップル工場で工場長を務める男性。ペロリン&ペロランに自身の工場を襲われたことがある。
テツオ
声 - 林勇
ドラマ「キッズ刑事」の主演を務めるイケメン子役で、プリークリーやピーコの憧れの人物。スポーツ万能で心優しい好人物と思われていたが、実は傲慢でわがままな性格。ドラマ撮影でも劇中にて敵の攻撃を受けるシーンでは代理のスタントマンを使い、さらにジャンプするシーンでは着地を別撮りにしてボディーガードに受け止めさせてもらい、果ては主人公がカンフーの名人という設定を生かすため、相手に自分の攻撃を食らってやられる演技を強要するといった卑怯な仕掛けを使った。イザヨイ島に撮影に来た際、スティッチをドラマの悪役に選んで撮影を行うも逆に散々な目に遭わされて化けの皮をはがされ、そのせいかプリークリーやピーコにも見放された。
カントク
声 - 星野充昭
「キッズ刑事」の監督。
前田さん（まえだ - ）
声 - 中博史
イザヨイ町から反対側のウラヨイ町へサトウキビを運ぶトロッコ列車・みどり号の車掌を務める老人。気難しそうな印象だが、仕事はしっかりとやり遂げる好人物。
田中さん（たなか - ）
声 - 久保田民絵
おばあとは旧知の仲である老女で、長い間ウラヨイ町で一人暮らしをしている。東京に離れて暮らす息子がいる。本名は田中キミ。
タチッチュ
声 - 楠大典
力士のような姿の白い妖怪。相撲が得意だが非常に卑怯。火を吹く力や、杖を突き出して「タチッチュ」と叫び、植物の蔓を操る力を持つ。
ユウナたちがキジムナーに初めて会いに行った時、住んでるはずのガジュマルの木にこの妖怪が住んでいた。
相撲勝負に勝ってこの家を貰ったと言っていたが、本当は卑怯な手（相撲の時に火吹き）を使って勝っている。キジムナーに再戦で負けても、絶対負けを認めなかったばかりかキジムナーとユウナを襲ったため、怒ったスティッチに空の彼方へ放り投げられた。
むうん
声 - 真殿光昭
ペイント妖怪と呼ばれる妖怪。「〜むうん」が口癖。
持っている道具の力により、描いた絵を具現化させる能力を持つ。
マンマ
声 - 伊藤みやこ
スティッチとユウナが森で拾った卵から生まれた生物。生まれた時に目の前にいたスティッチを母親と認識する。食欲が旺盛な上成長が早く、プリークリーの作ったフルーツの盛り合わせを一気に平らげ、一回り大きく成長した。正体は伝説の巨鳥・グリモンゴルドリの雛。
グリモンゴルドリの母鳥
北の大陸に生息する伝説の大鷲で、マンマの母親。南の島で産卵し、卵が孵るとまた北に帰る渡り鳥である。イザヨイ島で卵を産んだ後、その卵から孵った雛鳥（マンマ）を迎えに来た。
ワラッチ
声 - 小桜エツ子
座敷童と呼ばれる妖怪。口調が少し偉そうで態度が大きい。畳に乗って空を飛ぶ。
イタズラが好きだが、決して人に迷惑を掛けるようなイタズラはしない。東北地方（岩手県）からバカンスにやってきた。
雪女（ゆきおんな）・雪ん子（ゆきんこ）・雪男（ゆきおとこ）・雪だるま（ゆきだるま）
声 - 永田亮子（雪女）、三ツ矢雄二（雪ん子）、山寺宏一（雪男）
ワラッチが東北から連れてきた雪の妖怪たち。ワラッチと力を合わせることで広範囲に雪を降らせることができる。
ペロリン&ペロラン
声 - 沼田祐介（ペロリン）、高戸靖広（ペロラン）
パイナップルのような容貌をしている妖怪で、パイナップル工場を襲った犯人の兄弟。パイナップルが好物だが、実ではなく皮が好物である。
見分け方はほっそりとしてくびれがあるパイナップルの形をしているのが兄のペロリン、ずっしりとして丸いパイナップルの形をしているのが弟のペロランである。2人とも泳げない。
ドローレス
声 - 豊口めぐみ
見かけは美しい女性だが、性格は気まぐれで口が悪い。油揚げが大好物で、スティッチやキジムナーに盗んでくるように言うが失敗に終わる。正体はキツネの妖怪で、姿を変えたり鬼火を自在に操ることができる。
サンタ
声 - 島香裕
イザヨイ島の子供たちにクリスマスプレゼントを届けるためにやってきた。自身に扮して悪事を働いていたハムスターヴィールを退治したスティッチに感謝し、プレゼント配達を手伝って貰う。特殊な笛を吹くことで空飛ぶソリを引く相棒のトナカイを呼べる。
ダマッチ
声 - 中山依里子
ほかのフィーダマ（沖縄の火の玉）とは違い青い色をしたフィーダマで、そのことがトラウマで赤いフィーダマたちに仲間はずれにされた。恥ずかしがり屋で、興奮すると燃えてしまう。その正体はヒポポタマス流星群の子供だった。スティッチを師匠と尊敬する。
火間虫入道（ひまむしにゅうどう）
声 - 向井修
緑色の頭だけの姿をした妖怪。誰でもグータラにしたり、持っている杖から発する光を天に放ち（その際空が一瞬黒雲に包まれる）、その人物を元に戻す力を持つ。ものぐさな性格で、きちんとした態度で接されるのが苦手。
木霊（こだま）
緑色の小人のような妖怪。イザヨイ島の山に向かって発した大声を自分たちの口から返し、反射する。
あべこーべ父
声 - 宮澤正
「アベコベベコベア」の呪文と共に目から発する光で何でもあべこべに変えてしまう「あべこべの術」を使うあべこべ妖怪親子の父。常に逆立ちをしており、感情と態度が反対となって表れるため寂しいと笑ってしまう。術の練習がうまくいかない息子を思うあまり、気持ちと裏腹に彼に対して厳しくしすぎたために家出してしまい、息子を探すために近くの島からイザヨイ島にやってきた。「モトモトドリドリ・モトドーリ」の呪文によってあべこべにしたものを元に戻すことが可能だが、戻す対象の生物が気絶している場合はその生物だけ戻らない。
子あべこーべ
声 - 梅田貴公美
あべこーべ父の息子。父に褒められようとあべこべの術の練習をするべくイザヨイ島にやってきた。父同様逆立ちをしており、感情と態度が反対になるため緊張すると笑う。イザヨイ小学校に住み着いて術を練習し、その結果学校中があべこべになる騒動を引き起こした。
先祖
声 - 塚田正昭
キジムナーの先祖で、白髪と白鬚が特徴。語尾に「〜じゃど」を付ける。キジムナーの夢の中に現れ、島のすべての守り神と慕われるキジムナー一族の誇りを伝える。
枕妖怪ピロロ
声 - 成瀬誠
「黒い谷」に住んでいる夢を操る妖怪。最初スティッチは怖い妖怪と思っていたが、実はかわいくてちょっと泣き虫。「〜ネム」が口癖。エンジェルが黒い谷に来たとき、お姫様になる夢を見せた。

### スタッフ
- 監督 - 波多正美
- 副監督 - 西田正義
- シリーズ構成 - 柿原優子、米村正二→よねむらしょうじ
- キャラクターデザイン - 兼森義則、清水健一
- プロップデザイン - 吉川真一
- 美術監督 - 阿部行夫、池田尚、猪田薫
- 色彩設計 - 佐野ひとみ
- 編集 - Jong Hyun Nam
- 音楽 - 鈴木よしひさ
- 音響監督 - 清水洋史
- アニメーションプロデューサー - 岩瀬安輝
- アニメーション制作 - マッドハウス
- 製作 - ウォルト・ディズニー・テレビジョン・インターナショナル ジャパン

### 主題歌
オープニングテーマ
「イチャリバオハナ」
作詞・作曲・編曲 - BEGIN / 歌 - BEGIN
エンディングテーマ
「イザヨイヨイ」（第1話 - 第13話）
作詞・作曲・編曲 - BEGIN / 歌 - BEGIN  / 鳩間可奈子
「Stitch is Coming」（第14話 - 第26話）
作詞・作曲・歌 - bless4 / 補作詞 - 柿原優子 / 編曲 - 鈴木よしひさ
挿入歌
「ひとりじゃない」（第23話、第25話）
作詞・作曲・歌 - bless4 / 補作詞 - 柿原優子 / 編曲 - 鈴木よしひさ
第26話では伴奏のみ使われた。

### 各話リスト
CSのディズニー・チャンネルでの放送は季節物ストーリー （ハロウィン、クリスマスなど）は、その季節のみ限定放送されるなど、通常は欠番のようにストーリーをスキップして放送している

### 放送局
| 放送地域       | 放送局                 | 放送期間                      | 放送日時                 | 系列           | 備考             |
| -------------- | ---------------------- | ----------------------------- | ------------------------ | -------------- | ---------------- |
| 関東広域圏     | テレビ東京             | 2008年10月8日 - 2009年3月25日 | 水曜 19時26分 - 19時55分 | テレビ東京系列 | 制作局           |
| 北海道         | テレビ北海道           | 2008年10月8日 - 2009年3月25日 | 水曜 19時26分 - 19時55分 | テレビ東京系列 | 同時ネット       |
| 愛知県         | テレビ愛知             | 2008年10月8日 - 2009年3月25日 | 水曜 19時26分 - 19時55分 | テレビ東京系列 | 同時ネット       |
| 大阪府         | テレビ大阪             | 2008年10月8日 - 2009年3月25日 | 水曜 19時26分 - 19時55分 | テレビ東京系列 | 同時ネット       |
| 岡山県・香川県 | テレビせとうち         | 2008年10月8日 - 2009年3月25日 | 水曜 19時26分 - 19時55分 | テレビ東京系列 | 同時ネット       |
| 福岡県         | TVQ九州放送            | 2008年10月8日 - 2009年3月25日 | 水曜 19時26分 - 19時55分 | テレビ東京系列 | 同時ネット       |
| 沖縄県         | 沖縄テレビ             | 2008年10月17日 - 2009年4月3日 | 金曜 14時59分 - 15時29分 | フジテレビ系列 | 作品の舞台地     |
| 日本全国       | ディズニー・チャンネル | 2008年12月7日 -               | 日曜 10時00分 - 10時30分 | CSチャンネル   | リピート放送あり |
| 熊本県         | くまもと県民テレビ     | 2009年1月4日 - 6月21日        | 日曜 7時30分 - 8時00分   | 日本テレビ系列 |                  |

- テレビ東京系列では10月8日は初回スペシャルとして2話連続放送、3月25日（最終話）は1時間スペシャルとして放送した。
- 本作は主に日本向けに制作された作品であるが、アジアを始めとして日本国外でも放送された[2]。米国では2011年10月にディズニーXDで一部のエピソードが放送された[3][4]。

| テレビ東京系列 水曜19:26 - 19:55枠   | テレビ東京系列 水曜19:26 - 19:55枠     | テレビ東京系列 水曜19:26 - 19:55枠      |
| 前番組                               | 番組名                                 | 次番組                                  |
| ------------------------------------ | -------------------------------------- | --------------------------------------- |
| BLEACH 【火曜18:00枠へ移動して継続】 | スティッチ! （2008年10月 - 2009年3月） | イナズマイレブン 【日曜9:00枠から移動】 |

## スティッチ! 〜いたずらエイリアンの大冒険〜
2009年10月13日より2010年6月29日までテレビ朝日系列の『火曜アニメタイム!』枠にて19時00分から19時30分に放送された第2シリーズ。『怪談レストラン』と同時に開始した『火曜アニメタイム!』のテレビアニメ第1作。第1シリーズ放送終了後に第2シーズンの制作が決定、2009年秋に放送予定と発表され、その後放送局をテレビ朝日に変更し、ANN系列全国24局同時ネットで放送すると同年8月に発表した。ハイビジョン制作（アナログ放送ではレターボックス放送）で字幕放送。なお、同時刻のアニメは、1989年9月までに放送された『エスパー魔美』以来、20年ぶりである。またテレビ朝日系に於けるディズニーアニメは1991年10月から1993年9月まで平日夕方18時50分 - 19時のベルト枠で放送された『ディズニータイム』以来、16年振りであった。『UFO戦士ダイアポロン』『レディレディ!!』（以上TBS系列）『トッポ・ジージョ』（朝日放送制作、テレビ朝日系列）『バトルスピリッツ』シリーズ（メ～テレ制作、テレビ朝日系列）のように、他局のアニメをテレビ東京が引き継ぐかたちで放送する例は有ったが、その逆は初（ただしテレビ東京は制作に出資していない）。朝日放送→朝日放送テレビ制作日曜朝8時30分枠のアニメ（『プリキュアシリーズ』（2004年2月 - ）、当時は『フレッシュプリキュア!』）以外（1997年9月 - ）での女児向けアニメは、『神風怪盗ジャンヌ』以来、9年9か月ぶりであった。
前期は半年間放送されたのに対し、今作は放送休止の期間が前期と比べて多かったため（詳しくは後述）放送期間が3か月延長され、2010年6月29日放送の「スティッチ! さよならスペシャル（2話一挙放送）」をもって終了した。
2010年8月8日にディズニー・チャンネルで地上波未放送エピソード『宇宙一のお兄ちゃん』が放送された。

### ストーリー（第2シリーズ）
スティッチとユウナは、相変わらずイザヨイ島の生活を送っていた。
何故かスティッチにだけイタズラを仕掛けるペット型エイリアン・ブーグーと、神戸から転校したオシャレ小学生のサエ、ユウナのズル賢い従姉妹のズル子こと鶴子などといった新たな人物が登場し、イザヨイ島の生活はより楽しいものへと変わっていく。
そして今日もスティッチは願いをかなえるためのイイコト集めや、世界征服を目論むハムスターヴィールたちとの戦いに奔走するのだった。

### シーズン2から登場するキャラクター

#### 主要人物
サエ
声 - 折笠富美子
神戸出身で、神戸からイザヨイ小学校に転校してきた少女。30話より登場。関西弁ではなく標準語で話している。ファッションモデル並みの美貌の持ち主。南国にあこがれていた母親がデザイナーをやっており、ファッションセンスがユウナより抜群。しかも才女で美人。父親は医者だが、一人では何もできないため、最初はイザヨイ島への引越しを猛反対していた。父親と同じくおっちょこちょいな性格の兄は神戸の高校に通っている。白いノースリーブの服がトレードマーク。エイリアンを素手で殴り飛ばすなど勇気もあり、ユウナと同じく戦闘派の一面もある。しかし、それとは裏腹に優しい性格の持ち主でもある。中盤からユウナと色違いのイイコトメモリを所持している。コージに惚れられているが、本人は全く気付いていない。タカ、マサにもコージほどではないが惚れられている。第3シリーズには登場しておらず、イザヨイ小学校の廃校後に彼女がどうなったかは不明。
ブーグー
声 - 長谷瞳
メタモル成分を体に含むペット型エイリアンで、他の人にはなつくがスティッチにだけ意地悪をする。元々はハムスターヴィールが銀河刑務所で発見して送り込んだ、イイコトカウンターを狂わせる（イイコトをするとポイントが下がり、逆にワルイコトをするとポイントが上がる）虫型のエイリアンだったが、突然変異でクラゲかタコのような可愛い姿となり、現在はプリークリーのペットになっている。第41話ではパラシュート姿を披露した。「ブグー」と鳴き声を発している。
ズル子（ズルこ）
声 - 松本梨香
ユウナの従姉妹で、ユウナのクラスの新任教師。本名は流石鶴子（さすが つるこ）。
容姿端麗でスポーツ万能。特に長刀術の扱いには長けている。ファッションにも気を使っているが、それはあくまで人前に出ている時の猫かぶりであり、プライベートではかなりガサツでワガママかつ利己的であり人使いも荒い。その性格故にこれまでズルいことばかりしてきたため、ユウナからは彼女のことを濁らせて「ズル子」と呼ばれている。46話より登場。オープニングのクレジットや字幕放送では「鶴子」ではなく「ズル子」と表示されている。スティッチがほとんどエイリアンの言葉を話さなかったにも関わらず、エイリアンの言葉を披露したことがある。実はユウナ同様、雷が苦手。コージやタカやマサに惚れられている（54話ではコージたちに加え、本田さんにも惚れられていた）。
第3シリーズでは、イザヨイ小学校の廃校に伴って、沖縄ニュータウン近くの小学校（ユウナの通う海栄小学校とは別）に転勤となり、ニュータウンのやや郊外にある一戸建ての家でユウナやスティッチと共同生活をしている。タクミの双子の姉の美月・葉月とは中学校時代からの同級生である。また、前期と比べてズル賢い一面は少なく、性格もやや丸くなってきている。
名前の読みが「さすがつるこ」であるために、ユウナに「さすがズル子」とも呼ばれていた。

#### 試作品リスト
ミスター・ステンチー
声 - 谷井あすか
28話本編、28話・43話のプリーク・リーに登場。ジャンバが作った試作品254号。詳しくは映画、ザ・シリーズの試作品リストを参照。
プリークリーのペットとして飼われていた様子。発動された驚異的な悪臭はプリークリーの一家以外誰も耐えることができなかった。
チェッカーズ
32話に登場。ジャンバが作った試作品029号。詳しくは映画、ザ・シリーズの試作品リストを参照。
ピーコの頭に乗り、なかなか離れなかったため、島中の人がピーコの言いなりになってしまった。ルーベンの作った唐辛子サンドイッチを食べて飛び上がり、離れた。
リンク
33話に登場。ジャンバが作った試作品251号。詳しくは映画、ザ・シリーズの試作品リストを参照。
ハムスターヴィールが送り込み、ユウナとピーコを自身の糊でくっ付かせた。しかし、スティッチによって後述の試作品たち共々自分たちの能力を小学校の遊具作りに活用されてしまった。
ベイビー・ファイアー
33話・45話のプリーク・リー・85話に登場。ジャンバが作った試作品151号。詳しくは映画、ザ・シリーズの試作品リストを参照。
ハムスターヴィールが送り込み、イザヨイ小学校の面々とおばあを赤ん坊にしてしまった。
スパイク
33話・85話に登場。ジャンバが作った試作品319号。詳しくは映画、ザ・シリーズの試作品リストを参照。
ハムスターヴィールが送り込んだ。
ウディー
33話・44話のプリーク・リーに登場。ジャンバが作った試作品507号。詳しくは映画、ザ・シリーズの試作品リストを参照。
ハムスターヴィールが送り込んだ。
ハンマーフェイス
33話に登場。ジャンバが作った試作品033号。詳しくは映画、ザ・シリーズの試作品リストを参照。
ハムスターヴィールが送り込んだ。
ウィッシーワッシー
第35話に登場。ジャンバが作った試作品267号。詳しくは映画、ザ・シリーズの試作品リストを参照。
ガントゥが間違えて送り込み、タカの心無い発言を願い事として叶えてしまったため、島中がモンスターだらけになった。
ショートスタッフ
第35話に登場。ジャンバが作った試作品297号。詳しくは映画、ザ・シリーズの試作品リストを参照。
ハムスターヴィールは当初これを送り込むつもりだったが、ガントゥのミスでウイッシーワッシーを送り込んでしまい、話の終盤で、ハムスターヴィールの基地の機械を破壊した。
キックス
第32話のプリーク・リーと52話に登場。ジャンバが作った試作品601号。詳しくは映画、ザ・シリーズの試作品リストを参照。
スラッガー
第33話のプリーク・リーと52話に登場。ジャンバが作った試作品608号。詳しくは映画、ザ・シリーズの試作品リストを参照。
レミー
声 - 栗山浩一
第38話に登場。ジャンバが作った試作品276号。詳しくは映画、ザ・シリーズの試作品リストを参照。
ユウナの夢に入り込み、ゲームで対決を挑んだ。
アムネジオ
第39話に登場。ジャンバが作った試作品303号。詳しくは映画、ザ・シリーズの試作品リストを参照。
スティッチ・ハムスターヴィール・ガントゥ・ルーベン・キジムナー・ブーグー・ジャンバの記憶を奪った。
ハンカハンカ
第40話に登場。ジャンバが作った試作品323号。詳しくは映画、ザ・シリーズの試作品リストを参照。
スティッチがエンジェルの気持ちを自分に向けようと呼び出した。
試作品627号
声 - 吉野貴宏
第41話に登場。詳しくは映画、ザ・シリーズの試作品リストを参照。
エンジェルを唆して、スティッチもろとも捕獲しようとした。ハムスターヴィールの言いなりになっていたが、終盤ではなぜかスティッチとエンジェルを助けた。
サンプル
第42話のプリーク・リーに登場。ジャンバが作った試作品258号。詳しくは映画、ザ・シリーズの試作品リストを参照。
ヤープ
第42話のプリーク・リーに登場。ジャンバが作った試作品613号。詳しくは映画、ザ・シリーズの試作品リストを参照。
スワーリー
第45話に登場。ジャンバが作った試作品383号。詳しくは映画、ザ・シリーズの試作品リストを参照。
スティッチに催眠術をかけ、ハムスターヴィールの言いなりにした。
スプラディーヘッド
第45話・85話に登場。ジャンバが作った試作品619号。詳しくは映画、ザ・シリーズの試作品リストを参照。
人口太陽を作るためにスティッチが呼んだ。後に、スワーリーの催眠術にかかって暴走したスティッチを止めるのに一役買った。
プラズモイド
第45話に登場。ジャンバが作った試作品617号。詳しくは映画、ザ・シリーズの試作品リストを参照。
スプラディーヘッドと同じ役回り。
ウェルコ
第46話に登場。ジャンバが作った試作品074号。試作品の中では今作品にて初登場。詳しくは映画、ザ・シリーズの試作品リストを参照。
風船を作り出し、ユウナを海の上に吊り下げた。
ノウジー
声 - 遠藤純一
第47話・65話に登場。ジャンバが作った試作品199号。詳しくは映画、ザ・シリーズの試作品リストを参照。
ユウナはこれを使って、ズル子の秘密を暴き出そうとしたが、逆にタロウやエンジェルの秘密までもみんなに暴いてしまったため、一時人間関係にヒビが入ってしまった。
フレンチフライ
声 - 吉野貴宏
第48話に登場。ジャンバが作った試作品062号。詳しくは映画、ザ・シリーズの試作品リストを参照。
ティックルタミー
第48話に登場。ジャンバが作った試作品275号。詳しくは映画、ザ・シリーズの試作品リストを参照。
ピクス
第48話・52話に登場。ジャンバが作った試作品214号。詳しくは映画、ザ・シリーズの試作品リストを参照。
第48話では役立たずと言われて他の試作品と共に追い出されていたが、第52話ではハムスターヴィールの配下に何故か戻っている。
スクイーク
第48話・77話・85話に登場。ジャンバが作った試作品110号。詳しくは映画、ザ・シリーズの試作品リストを参照。
お喋り同士のピーコととても気が合っていた。
フーディーニ
第48話に登場。ジャンバが作った試作品604号。詳しくは映画、ザ・シリーズの試作品リストを参照。
シュリンク
第49話・77話に登場。ジャンバが作った試作品001号。試作品の中では今作品にて初登場。詳しくは映画、ザ・シリーズの試作品リストを参照。
ハムスターヴィールが送り込んだ。
ボニー
声 - 火野カチコ
第50話に登場。ジャンバが作った試作品349号。詳しくは映画、ザ・シリーズの試作品リストを参照。
体調を崩してしまった時に作ってもらった療養食の「イザヨイ粥」をとても気に入っている。
クライド
声 - 浜田賢二
第50話に登場。ジャンバが作った試作品350号。詳しくは映画、ザ・シリーズの試作品リストを参照。
ワームホール
声 - 鳥海勝美
第51話に登場。ジャンバが作った試作品272号。試作品の中では今作品にて初登場。詳しくは映画、ザ・シリーズの試作品リストを参照。
ユウナは「ワーム君」と呼んでいた。頑固な性格。
スラッシー
第52話に登場。ジャンバが作った試作品523号。詳しくは映画、ザ・シリーズの試作品リストを参照。
ブーマー
第52話に登場。ジャンバが作った試作品288号。詳しくは映画、ザ・シリーズの試作品リストを参照。
ブロウハード
第52話に登場。ジャンバが作った試作品533号。詳しくは映画、ザ・シリーズの試作品リストを参照。
プルーツ
第54話に登場。ジャンバが作った試作品505号。詳しくは映画、ザ・シリーズの試作品リストを参照。
ナンバーゼロ
声 - 駒谷昌男
第55話に登場。ジャンバが作った試作品000号。試作品の中では今作品にて初登場。詳しくは映画、ザ・シリーズの試作品リストを参照。
宇宙戦争を起こし、銀河連邦軍を苦しめるが地球から呼ばれたスティッチたちにより捕獲される。その後、超新星爆弾を搭載したミサイルを連邦惑星に向けて発射するも、スティッチに阻止される。

#### その他のキャラクター
骨なし妖怪ドリフ
声 - カミヤ春佳
27話に登場。クラゲのような姿をした妖怪。クエンネという伝説の竜の頭の骨を見つけて遊んでいたが、骨に残ってあった目玉の力でホネホネ竜（声 - 楠見尚己）になってしまう。ユウナとスティッチによって正体を暴かれ、元の姿に戻った。
プリークリーのパパ
声 - 高桑満
28話に登場。プリークリーの父親で、のんびり屋。妻と一緒にイザヨイ島にやって来た。
スタンクーナ
28話に登場。ハムスターヴィールがイザヨイ島に送り込んだエイリアン。スティッチによって捕獲された。その後、ミスター・ステンチーの悪臭と合体したことでいい香りが生まれ、香水「スカンチーナ」が完成した。
吸血鬼・ジュニア
声 - 永田亮子
29話に登場。異世界からハロウィンの夜にやってきたドラキュラ伯爵の子供で泣き虫な所がある。偶然出会ったスティッチのことを「お兄たん」と慕っていた。彼の姿を見てスティッチが仮装していると勘違いしたガントゥに捕まるが、スティッチたちにより無事救助された。
狼男、フランケン
声 - 落合弘治（狼男）、紺野相龍（フランケン）
29話に登場。ジュニアの世話係を務める妖怪の二人組。フランケンは頭部が取り外し可能。ジュニアを追って城に入り込んだガントゥに敗れ、捕らえられるもフランケンの機転で助かり、スティッチと共にガントゥを撃退した。
織物妖怪オリーエ
声 - 真山亜子
30話に登場。イザヨイ紡ぎの服と毛糸玉を身に付けている妖怪。見かけは小さな女の子に見えるが歴としたおばあさんの妖怪である。手から紡ぎ出す糸は命を宿らせることができ、絵画や植物、果てはプールの水すらも意のままに操ることができる。かつておばあがワンピースを作った際に手伝ったことがあり、ピーコと張り合おうとしたユウナがサエのアドバイスでそのワンピースを着ることを知ったピーコがそれを台無しにしようとした際、懲らしめようとした。
ロック
声 - 石田圭祐
31話に登場。娘のサンドや子分二人と共に海賊をしている船長。元々は由緒ある海賊の末裔だが、現在では小さなボート一艘を海賊船として使うほどに落ちぶれている。立派な船を手に入れるべくちたまの石の力でカーンの船を引き揚げ、世界最強の海賊の称号を手に入れようとする。
サンド
声 - 小島幸子
31話に登場。ロックの娘。自身の使う男口調同様男勝りで、格闘能力はユウナと互角に渡り合えるほど高い。海を愛しており、海を荒らす悪人を退治しながら世界の海を回るのが夢。カーンに囚われるもユウナやロックたちの助けで救出された。その後はロックたちと共に自分の力で夢を叶えることを誓って旅立つ。
ロックの子分
声 - 高橋研二（太）、新田英人（細）
31話に登場。ロックの子分たちで、太めの男と細い体型の男の二人組。
キャプテン カーン
声 - 手塚秀彰
31話に登場。かつて世界中の海を荒らし回り、海の悪魔に魂を売った海賊の船長。「七つの海の覇者」を自称する醜悪な外見の妖怪。イザヨイ島にもちたまの石の力を求めて攻め込むが、逆にその怒りに触れて部下の妖怪たち共々石に変えられ、自身の海賊船と共に海底深くに封印されていた。しかし、ロックの言葉を聞き、引き上げに乗り気になったスティッチが封印の要となっていたちたまの石の一部を削って作った舳の女神像を外したことで封印が解ける。ちたまの石のパワーと生贄を海の死神に捧げて完全復活を目論むばかりか伸縮自在の腕でサンドを捕らえ、生贄兼花嫁にしようとした。スティッチを大砲で砂浜まで吹っ飛ばすが、砂が鼻に入ったスティッチのくしゃみで発生した竜巻に巻き込まれたスティッチに体当たりされ敗れる。最後は女神像を船の舳に取り付けられたことで再び封印された。
海の死神
31話に登場。曇り空に浮かぶ不気味な顔の姿で現れる存在。月が昇ると共にちたまの石の力と生贄を捧げることで、カーンを完全復活させることが可能。
オクトパス
31話に登場。カーンの術によって普通のタコが変化した巨大ダコの妖怪。普段は球状だが、海中に入ると本来の姿を現す。潜水服を着たスティッチを海中で襲うが、返り討ちに遭い元のタコに戻る。
マブイトッカエ
声 - 茶風林
36話に登場。頭に髷を生やし、服を着た巨大なヒキガエルのような姿の妖怪。「マブイマブダラ・マブイマブダラ」の呪文と共に口から放つ光の玉を雨のように分散させ、浴びせた相手同士の魂を入れ替える能力を持つ。普段は森の奥にある布団の中で眠っており、自分の眠りを妨げた者を敵視する傾向がある。スティッチとタロウの魂を入れ替えたばかりか、ユウナとジャンバまで入れ替えてしまった。しかし、キジムナーの嘆願によりみんなを元に戻す。
沢井（さわい）
声 - 竹田雅則
42話に登場。東京からイザヨイ島に旅行に来ていた作家で、サングラスをかけている。ピーコの父が開いた美術館から中世の天才画家・ドビンチェの描いた名画・『叫ぶ手（さけぶて）』が消えた際、スティッチらに犯人ではないかと真っ先に疑われた。
山田（やまだ）
声 - 長松博史
42話に登場。北海道からイザヨイ島に旅行に来ていた男性。『叫ぶ手』を盗んだ犯人と疑われたが、潔白だった。
ハンス
声 - 代永翼
42話に登場。スイスのホテルで働いている青年。『叫ぶ手』を盗んだ犯人の一人。その正体は妖精であり、普段は人間の姿をしているが、正体は羽根を生やした典型的な妖精の姿。自在に空を飛んだり、天井に張り付いて素早く這って動くことも可能。母親が呪いのかかった『叫ぶ手』に封印されており、ちたまの石の力で母を助けるために絵と共にイザヨイ島に渡った。スティッチの活躍によって母は絵の中から脱出し、共に故郷に帰っていった。
ハンスの母
声 - 一城みゆ希
42話に登場。ハンスの母親。『叫ぶ手』の中に封印されていたが、スティッチにより救出され、無事息子との再会を果たす。
異世界の試作品626号
51話に登場。破壊本能に忠実な異世界（パラレルワールド）のスティッチ。孤独であることに寂しさを感じていた。一人称が『俺』であるなど、普段のスティッチとは性格がかなり変わっていた。
異世界のジャンバ
51話に登場。元の世界のジャンバを随分丸くなっているようだと評価した。
異世界のプリークリー
51話に登場。ジャンバと一緒にいたために銀河連邦に追われることになった。元の世界のプリークリーに比べると料理の腕は良くない。
異世界のガントゥ
51話に登場。銀河連邦に所属しており、試作品626号を捕獲しようとしている。
サンダース
声 - 角田紗里
53話に登場。カミナリ小僧で『ドンピカ』としか喋れないが、キジムナーは彼の言葉が理解できる。
議長
声 - 谷育子
55話、および57話の冒頭、85話に登場。詳しくは映画、ザ・シリーズのキャラクター紹介を参照。55話では、宇宙で戦争が起こっており、スティッチに宇宙を救ってほしいと頼み込む。57話では、ジャンバに試作品がデリアに強奪されたことを知らせた。85話ではデリアの宇宙船に潜入し、デリアを逮捕した。「スティッチと砂の惑星」でも登場するが、その正体はハムスターヴィールが用意していた偽者だった。
ガジマギー
声 - 豊嶋真千子
56話に登場。キジムナーの妹で、語尾に「〜です（ます）だ」を付ける。兄であるキジムナーを強いと思っている。

### カンフードラゴン プリーク・リー
地上波の28話から45話までのエンディングコーナーとして登場。ディズニー・チャンネルでは未放送。
道着を着たプリークリーが、『プリーク・リー』として登場し、挑戦者と称する試作品（主に次回の放送分に登場する試作品が多い）と対決するが、その試作品の能力に翻弄され、まともな勝負ができないというのがお決まりのパターンである。
ジャンバも登場し、『プリークリー』と言うと、プリーク・リーが『プリーク・リーです!』と突っ込んでいる。たまにスティッチが登場することもある。
オチとして毎回銅鑼を叩いてコーナーが終了する。
19時54分から20時00分に放送される『スティッチ!』では、次回予告の前に対戦相手が異なる別バージョンが放送された。DVD-BOXではこれらを含んだ全編が特典映像として収録されている。

### スタッフ（第2シリーズ）
- 監督 - 波多正美
- 副監督 - 田中洋之、西田正義
- シリーズ構成 - 加藤綾子、柿原優子
- キャラクターデザイン - 兼森義則
- サブキャラクターデザイン - 清水健一
- プロップデザイン - 吉川真一
- 美術監督 - 阿部行夫、池田尚
- 色彩設計 - 佐野ひとみ
- 編集 - Jong,Hyun-Nam、木村佳史子、塚常真理子
- 音楽 - 鈴木よしひさ
- 音響監督 - 清水洋史
- プロデューサー - 林美千代、鮎貝義家、岸本隆宏
- アニメーション制作 - マッドハウス
- 制作協力 - テレビ朝日、電通（クレジット無し）
- 製作 - ウォルト・ディズニー・テレビジョン・インターナショナル ジャパン

### 主題歌（第2シリーズ）
オープニングテーマ
「SMILE」（第27話 - 第34話）
作詞 - KUREI / 作曲 - ISEKI / 編曲 - シライシ沙トリ / 歌 - キマグレン（UNIVERSAL SIGMA）
「Rodeo star mate」（第37話 - 第39話、第42話 - 第45話）
作詞・作曲 - 山中さわお / 歌 - the pillows（avex trax）
「南風と太陽」（第46話 - ）
作詞 - 上江洌清作 / 作曲・歌 - MONGOL800
- スペシャルではいずれも使用されなかった。
- ディズニー・チャンネルでは「SMILE」のみ使われている。

エンディングテーマ
「スティッチ・エイサー」
作詞・作曲・編曲・歌 - ラヴァーズソウル
- 28話以降は、ミニコーナー「カンフードラゴン プリーク・リー」内でスタッフロールを流すようになり、さらに46話からはオープニングにエンディングで表記されるキャストやスタッフが集約して表記されるようになったため使用されていない。なお、ディズニー・チャンネルでは「カンフードラゴン プリーク・リー」が放送されていないため逆に使用されている。

### 各話リスト（第2シリーズ）
CSのディズニー・チャンネルでの放送は季節物ストーリー （ハロウィン、クリスマスなど）は、その季節の特別編成時のみ限定放送されるなど。通常は欠番のようにストーリーをスキップして放送している。

### 放送局（第2シリーズ）
| 放送地域                | 放送局                                      | 放送期間                       | 放送日時                 | 備考                                           |
| ----------------------- | ------------------------------------------- | ------------------------------ | ------------------------ | ---------------------------------------------- |
| 日本国内 （一部を除く） | テレビ朝日（制作協力）ほかANNフルネット24局 | 2009年10月13日 - 2010年6月29日 | 火曜 19時00分 - 19時30分 | 同時ネット                                     |
| 日本全域                | テレ朝動画                                  |                                |                          | 地上波放送後2日間無料配信 （その後は有料配信） |
| 日本全域                | ディズニー・チャンネル                      | 2010年1月 - 不明               |                          | CS放送 リピート放送あり                        |

| テレビ朝日系列 火曜19:00 - 19:27枠                                | テレビ朝日系列 火曜19:00 - 19:27枠                                                         | テレビ朝日系列 火曜19:00 - 19:27枠                                       |
| 前番組                                                            | 番組名                                                                                     | 次番組                                                                   |
| ----------------------------------------------------------------- | ------------------------------------------------------------------------------------------ | ------------------------------------------------------------------------ |
| 学べる!!ニュースショー! ※19:00 - 19:54 【本番組までバラエティ枠】 | スティッチ! 〜いたずらエイリアンの大冒険〜 （2009年10月 - 2010年6月） 【本作からアニメ枠】 | スティッチ! 〜ずっと最高のトモダチ〜 ※19:00 - 19:27 【本作までアニメ枠】 |
| テレビ朝日系列 火曜19:27 - 19:30枠                                |                                                                                            |                                                                          |
| 学べる!!ニュースショー! ※19:00 - 19:54 【本番組までバラエティ枠】 | スティッチ! 〜いたずらエイリアンの大冒険〜 （2009年10月 - 2010年6月） 【本作からアニメ枠】 | デジモンクロスウォーズ ※19:27 - 19:54 【本作までアニメ枠】               |
| テレビ朝日 火曜19:54 - 20:00枠                                    |                                                                                            |                                                                          |
| ニュースショー!                                                   | 「スティッチ」と「怪談レストラン」 （2009年10月 - 2010年3月）                              | この後「みんなの家庭の医学」 【ここから朝日放送制作】                    |

### 休止について
先述したとおり、本作は前期に比べて休止期間が非常に多かった(このような傾向は日本版『少女チャングムの夢』と、『リメイク版ヤッターマン』の初期（2008年1月から2009年3月まで）と、令和の『新幹線変形ロボ シンカリオンZ』でも見られていた）。
- 特番などによる放送休止は以下の通り。
  - 2009年11月3日は『ロンドンハーツ』の3時間スペシャルのため休止。
  - 2009年12月22日から2010年1月5日は年末・年始の特番放送のため放送休止。
  - 2010年1月12日は、新番組『たけしの健康エンターテインメント!みんなの家庭の医学』（朝日放送[注 20]制作、通常は火曜20時枠）の初回3時間スペシャル放送のため放送休止、従って2010年の初放送は1月19日となった。
  - 3月16日から4月6日は春期改編特別番組放送のため休止。
  - 5月18日は『スーパーベースボール』の日本生命セ・パ交流戦北海道日本ハムファイターズ対読売ジャイアンツ戦（札幌ドーム）のナイター中継のため休止[注 21]。
  - 6月15日と22日は夏季改編特別番組放送のため休止。

### DVD
いずれもウォルト・ディズニー・スタジオ・ジャパンから発売。レンタルは単巻でリリースされている。

#### BOX版
スティッチ! 〜いたずらエイリアンの大冒険〜BOX1（2010年6月23日発売）
1話から15話までのエピソードを収録。映像特典は、第1話のロングバージョン（後述）とメイキング映像『ハイサイ スティッチ』（4本）、『カンフードラゴン プリーク・リー』（17本（未放送バージョンも含む））。
スティッチ! 〜いたずらエイリアンの大冒険〜BOX2（2010年10月20日発売）
16話から最終話に加え、BOX1に収録されなかった『ハロウィーンはスティッチvs.バンパイア』と『スティッチのクリスマスプレゼント』の季節エピソードを収録。特典映像は、地上波未放送エピソード『宇宙一のお兄ちゃん』と『カンフー・ドラゴン プリーク・リー（18本（未放送バージョンも含む））』。

#### ベスト版
スティッチ! 〜いたずらエイリアンの大冒険〜 ザ・ベスト 恋するエイリアン（2010年6月23日発売）
『恋』をテーマにした『エンジェル大好き!ハッピーバレンタイン』『スティッチ危うし!恋のライバル』『かわいい…けどクサい!ステンチー』の3話を収録。期間限定生産。
スティッチ! 〜いたずらエイリアンの大冒険〜 ザ・ベスト スティッチ、東京ディズニーランドへ行く!（2010年10月20日発売）
『ハロウィーンはスティッチvs.バンパイア』、『スティッチのクリスマスプレゼント』、『スティッチ、東京ディズニーランドへ行く!』の3話を収録。

### 備考（第2シリーズ）
- 第2期では、イイコトカウンターの上昇と減少の音声に反応してスティッチが喋る番組連動のぬいぐるみが発売された。
- 「応援団長」にオセロの松嶋尚美が就任し、第2話でプリークリーの両親が登場した際、母親の声優を担当した（なお、「〜シリーズ」の「フィバー」の回に登場した際は、プリークリーと同じ三ツ矢雄二が、第1シリーズでは新田万紀子が担当していた）[5]。
- 2009年最後の放送となった12月15日にクリスマス1時間スペシャル（2話一挙放送）が放送された（番組の合間にはミッキーマウスや仲間たちが着ぐるみで東京ディズニーランドを舞台に特別出演した）。番組の合間には、東京ディズニーリゾートのパスポートと東京ディズニーランドホテルの宿泊券のセットが当たるプレゼントキーワードが発表され、番組公式サイトで応募が行われた。
- 2010年2月9日にはバレンタインスペシャルと題して二話連続の一時間スペシャルを放送し、いずれもエンジェルが登場する話が放送された。番組の最後に、放送されたエピソードに関連した電話プレゼントクイズが行われ、スティッチグッズ（ブライダルスティッチ&エンジェル（ぬいぐるみ）、スティッチのCDプレイヤー、2ndOP『Rodeo star mate』シングルCD）が視聴者プレゼントされた。
- 2010年1月にはディズニー・チャンネルでの放送（サブタイトルは付かず『スティッチ!』として放送）が決定（2009年12月12日には第1話に未放送の映像を加えた特別編（ディレクターズカットバージョン）が先行放送され、DVDにも映像特典として収録された）。
- 放送開始前に一般視聴者から「キッズ部門」と「ファミリー部門」の二つに声優を公募し、合格者本人がアフレコを担当、2010年2月16日放送の42話にホテルの宿泊客役として実名で登場した。
- 2010年6月1日の放送では、アニメ作品としては初めて東京ディズニーランドを舞台にしたエピソード[注 22]が放送され、アニメの世界でスティッチが残した足跡が放送翌日から同年8月31日まで実際に東京ディズニーランドでペイントされた。

## スティッチ! 〜ずっと最高のトモダチ〜
2010年7月6日から2011年3月8日までテレビ朝日系列の『火アニ＋』枠にて19時00分から19時27分（第1部）に放送された第3シリーズであり、テレビシリーズとしては完結編。また、この番組の後枠で同日に放送開始された第2部の『デジモンクロスウォーズ』が19時27分に開始（フライングスタート）され、それにより放送時間が3分短縮されている。舞台はこれまでのイザヨイ島から沖縄本島の架空都市『沖縄ニュータウン』に変わり、ユウナとスティッチが都会の新しい学校を舞台に大活躍する学園ストーリーとなる。また、ハムスターヴィールに加え、新たなる敵として女総統デリアが登場する。スティッチのパワーチップを狙って試作品に強化改造を施した改造エイリアンが次々と送り込まれ、バトルもスケールアップする。
これまで第1シリーズからの繋がりはあったものの「リロ&スティッチ」とは繋がりはなかった。しかし、リロと再会する日の話でリロが既に大人になっており、子供のころのリロと瓜二つの娘もいたことから「リロ&スティッチ」から十数年後であることが判明した。
また、アニメーション製作がマッドハウスからシンエイ動画に変更されている。なお、テレビ朝日系でシンエイ動画製作のテレビアニメが放送されるのは、金曜19時30分枠で放送された『あたしンち』以来、6年ぶりである。
2011年3月8日の放送をもって放送終了。終了後は、同系列の少女および女児向けアニメは、『プリキュアシリーズ』（朝日放送→朝日放送テレビ制作）のみとなっている。また、連続アニメとしては最後の作品となっている。そして、本枠の玩具販売であるタカラトミーがスポンサーに至るまでの2020年に『トミカ絆合体 アースグランナー』から2021年の『マジカパーティ』まで約2年弱に渡り中断する運びとなった。

### ストーリー（第3シリーズ）
スティッチとユウナは、学校の統廃合のためにイザヨイ島を離れて、沖縄本島の都市『沖縄ニュータウン』で、海栄小学校に転校するためにズル子と新生活を始めようとしていた。
一方、ハムスターヴィールは暗黒星団軍事の女総統であるデリアと手を組んで、スティッチのパワーチップを狙おうと企む。そして、全ての試作品のエイリアンを強奪し、改造を施したエイリアンを使ってパワーチップを奪おうとする。
新たなる生活、そして新たなる敵!スティッチは、ユウナとニュータウン、そしてパワーチップを守れるのか!?

### シーズン3から登場するキャラクター

#### 主要人物（第3シリーズ）
デリア
声 - 朴璐美
暗黒星団軍事の女総統のエイリアン。年齢不詳。彼女の容姿は人間に近い。オッドアイで右腕にアーマーのような物を装備している。武器は大きな耳を使った鞭。ジャンバとハムスターヴィールとは大学の卒業仲間だった。スティッチが誕生する以前からハムスターヴィールと手を組み、ジャンバを騙し626を始めとする全ての試作品を奪おうとしていた。ジャンバが騙されていたことに気付いたため、自分で最強のエイリアン『ダークエンド』を作る計画に切り替えた。スティッチのパワーチップを狙い、改造用に銀河連邦に保管されていた505体の試作品のエイリアンを強奪した。作戦に失敗したハムスターヴィールにキツイお仕置き（主に話の内容に沿ったものが多い）を下す。たまに語尾に『デリ』と付けている。
最終話で最強のエイリアン・ダークエンドがスティッチに敗北した直後に銀河宇宙連邦軍に発見され、ハムスターヴィールら共々宇宙刑務所へと連行された。
レイカ
声 - 日笠陽子
ユウナの同級生でお金持ちのお嬢様。綺麗な女の子であることを自慢しており、先輩であるタクミに憧れている。性格はかなり悪いが、根っからの悪ではない。ユウナのことを「タワシ頭」と呼び、タクミと仲の良いユウナに嫉妬している。見かけによらずダジャレ好きだが、取り巻きの二人を始め彼女に媚を売る人間は追従として爆笑するものの、それ以外の人間には全くウケない。オバケが苦手で、69話ではその弱点を改造エイリアン・ウィッチに付け込まれ、体を乗っ取られてしまう。72話では改造エラスティコの力で子犬になってしまったユウナを可愛さのあまり全く気付かずにペットとして飼っていたことがある（「アンジェラ」と名付けていた）。自分の趣味に合わせた犬用の服を子犬ユウナに着せたりしていたが、飼い主としての義務はきちんと持っており、改造エラスティコに誘拐されてしまった子犬ユウナを助けに向かう優しき一面も見せた。1期と2期に登場したピーコに相当する。
豊田（とよだ）さん
声 - 小林由美子
成績優秀のユウナの同級生で学級委員。ジャンバを師匠として尊敬する優等生で、牛乳瓶の底のようなメガネを掛けている。勉強が人一倍大好きだが、自分でも解けない難問は苦手である。彼女の下の名前は不明である。初めは、転校したばかりで友達を作ろうとしていたユウナに対して冷たかったが、ゴールデンクイズ出演後は良き理解者となっている。
最終話ではスクイークやPJと一緒にダークエンドとの決戦に挑む。
タクミ
声 - 三浦祥朗
海栄小学校一のイケメンな小学6年生でユウナの先輩。レイカからは『タクミ様』と慕われている。サッカー部のエースストライカーである。スティッチがやってきてからは何かと気が合い、一緒に朝練をすることもある。幼少時代、『ギャル戦士プリプリ5』という魔法少女アニメが大好きであり、女装コスプレ写真を弱みとして握られているため、私生活では双子の姉たちに奴隷の如くこき使われている。ペットに「バビン」という名前のブルドッグを飼っている。
最終話ではこれまで様々な危機から救ってきたスティッチを助けるため、ダークエンドとの決戦に協力し、スプラディーヘッドとタッグを組んだ。
トリ子（トリこ）
声 - 片桐真衣
レイカの取り巻き。髪型がポニーテールの方。73話でひょんなことから読者モデルオーディションにノミネートされたことがある。立ち位置が1期&2期に登場したコージ・タカ・マサに近い。
最終話では試作品モーフォロミューの力を借りてゾウに変身し、マキ子と共にダークエンドとの戦いに挑む。
マキ子（マキこ）
声 - 坂戸こまつな
レイカの取り巻き。カチューシャをしている方で小顔になることに憧れている。トリ子と一緒に手品をすることが趣味で、読者モデルオーディションでトリ子が一人で手品をやろうとしたことに嫉妬し、スティッチにコーヒーを飲ませて負かそうとしていたが後で和解する。トリ子と同じく、立ち位置が1期&2期に登場したコージ・タカ・マサに近い。
最終話では試作品モーフォロミューの力を借りてサル（チンパンジー）に変身し、トリ子と共にダークエンドと対決する。
松田先生（まつだ - ）
声 - 田中亮一
ユウナのクラスの担任教師。サッカー部の顧問。美人に弱く、見るたびに鼻の下を伸ばしてしまう。

#### 試作品リスト-1（改造エイリアン）
ハムスターヴィールによって改造された試作品。スティッチからは「悪いイトコ」と呼ばれている。体の随所にはハムスターヴィールの頭文字である『H』のマークが刻まれている。改造された試作品の大半は改造前と比べて目つきが鋭く、目の色が変化している。ジャンバの家にある特殊な装置によって元に戻すことが可能。
詳細はザ・シリーズの試作品リストでも記載されているが、こちらでも記載する。
改造スプラディーヘッド
第57話に登場。試作品619号。鼻の発射口から強烈な悪臭を出す紫色の玉を発射する。この悪臭は洗脳から解けるといい香りになる。
改造プラズモイド
第57話に登場。試作品617号。ボールなどの球体を口から取り込んだ後、それを尻尾から岩に変えて繰り出す。
改造サンプル
第58話に登場。試作品258号。耳の部分から金粉を出す。この金粉を浴びた者はうっとうしいほど繰り返し流れる音楽に合わせて勝手に踊りだしてしまう。相手を踊らせる際、相手が最後に言った言葉を復唱する。
改造ラッパー
第59話に登場。試作品521号。口から触れるとプレゼントの箱となって包まれてしまう糸を吐き出す。ラッパーは塩分が弱点で、塩水をかけると箱が溶け出す。
改造ヘルツドーナツ
声 - 水島大宙
第60話に登場。試作品022号。試作品の中では今作品にて初登場。口からドーナツ状の光を吐き出し、光に当たった者を拘束する。
改造トゥーンズ
第61話に登場。試作品112号。試作品の中では今作品にて初登場。スキャナー状の口から取り込んだ紙に描いてある絵に変身する。変身しても改造の証の『H』マークは消えない。71話では改造前の本来の能力が登場した。
改造スプーキー
第61話に登場。試作品300号。能力自体は改造される前と一緒であるが、欠点であった目の色を変えられるようになった。しかし、変身しても『H』マークが消えないという新しい欠点ができている。恐ろしいものが二つ以上あった場合はそれらが合体した姿となる。
改造PJ
第62話に登場。試作品133号。能力自体は改造される前と一緒であるが、今作ではスティッチに変装している。
改造スパイク
第63話に登場。試作品319号。尻尾から放たれる針に刺さると一時的にアホになってしまう能力を持つ。鼻でアホになるレベルを調節できる。
改造スプラウト
第64話に登場。試作品509号。糖分を得ると巨大化し、敵味方関係なく暴れまわる。笑うと弱体化する。改造前とは違って増殖することはできない。
改造ウィッシーワッシー
声 - 杉山紀彰
第67話に登場。試作品267号。能力自体は改造される前と一緒であるが、腹のメーターが減ると同時にハムスターヴィールが開発したカードにポイントが溜まり、ポイントが満タンになると、願いを叶えられた子供たちがハムスターヴィールの手先となってしまう。人間の子供以外の願い事は受け付けない。
改造ブラッグ（フルート）
声 - 三田ゆう子
第68話に登場。試作品021号。試作品の中では今作品にて初登場。ずる賢い性格で記憶喪失のフリをしてスティッチを『兄さん』と呼ぶ。人気者になればなるほどだんだん強くなるが、人気が低くなると逆に弱くなる。改造される前は醜い姿だが、ハムスターヴィールによって徹底的に可愛い姿にされている。『H』マークは頭ではなくスティッチと同じく体に収納された腕に刻まれている。
改造ウィッチ
第69話に登場。試作品610号。試作品の中では今作品にて初登場。煙のようになり人に憑依して魔法を使う。魔女封印の書の内容に忠実に改造された。弱点まで忠実に改造されたため、鏡と唐辛子が苦手。
改造ディフォレステイター
第70話に登場。試作品515号。パンクファッションのような姿をしている。詳細は不明であるが、ハムスターヴィールによれば『過去最高、最強の改造エイリアン』らしい。スティッチと戦う出番がなかったため、今回は作戦を決行せずそのまま帰還したハムスターヴィールのお仕置き役を受け持った。
改造キックス
第71話に登場。試作品601号。侍の強さを加えられたため、ボクシングではなく剣術を得意とする。強い相手に反応して襲い掛かる。
改造エラスティコ
声 - 茶風林
第72話に登場。試作品345号。本来の能力であるゴムの体の他、指先から青い光線を出し、当たったものを動物に変える。その動物を調教する能力もあり、副業としてサーカスも開こうとしている。
改造スレッシャー
第73話に登場。試作品544号。能力自体は改造される前と変わっていないが、極悪非道に改造された。
改造ルーベン
第74話に登場。試作品625号。詳細は先述を参照。
改造ミスター・ステンチー
声 - 間宮くるみ
第75話に登場。試作品254号。クリスマスイブの夕方5時に悪臭を放つ。コピーが50体作られた。ミセス・シックリーの悪臭と混ざると地球を粉々にするほどの爆発を起こす。Hマークは前髪とサンタ帽子で隠してある。
改造ミセス・シックリー
声 - 中原麻衣
第75話に登場。試作品255号。試作品の中では今作品にて初登場。クリスマスイブの夕方5時に強烈な悪臭を放つ。ミスター・ステンチーと同様、コピーが50体作られた。Hマークは前髪とサンタ帽子で隠されている。
改造スワッパー
声 - 代永翼、水島大宙
第76話に登場。試作品355号。能力自体は改造される前と同じ。
改造ヒート
声 - 高城元気
第76話に登場。試作品609号。能力自体は改造される前と同じ。
改造シンカー
声 - 小桜エツ子
第78話に登場。試作品602号。能力自体は改造される前と同じ。
改造スラッシー
声 - 杉山紀彰
第78話に登場。試作品523号。能力自体は改造される前と同じ。
改造モーフォロミュー
声 - 鳥海勝美
第79話に登場。試作品316号。人や動物など様々なものに変身することが可能で、声も同じにできる。改造の証の『H』マークは消えないが、刻まれる所は変身によって異なる。
改造ベイビー・ファイアー
第80話に登場。試作品151号。赤ちゃんの世話は面倒くさいからという理由で、粉を浴びたものをちびっ子にするように改造された。
改造ファジー
声 - 楠見尚己
第81話に登場。試作品054号。チョコレートを摂取すると巨大化する。チョコレートでコーティングした物なら何でも食べる。甘い愛の言葉を聞くと溶けだす弱点がある。
改造レミー
声 - 栗山浩一
第82話に登場。試作品276号。能力自体は改造される前と一緒であるが、眠っている者を高熱にする能力が加えられた。
改造チェッカーズ
声 - 鈴森勘司
第83話に登場。試作品029号。ハムスターヴィールが開発したメカ「ハムスターチヴィール」が試作品チェッカーズに取り憑いたもの。喋ったり体を動かすこともできず、ハムスターヴィールの思うがままになる。
改造デュープ
第84話に登場。試作品344号。本来の能力とは正反対で、コピーすればするほど逆に強いコピーを作り出すように改造された。ただしコピーは1時間経つと本物に吸収されて消滅してしまう。

#### 試作品リスト-2（非改造）
ドーキファイアー
第60話に登場。ジャンバが作った試作品122号。試作品の中では今作品にて初登場。強奪した試作品としては初めて改造が施されていなかった。詳しくは映画、ザ・シリーズの試作品リストを参照。
ローライダー
第65話に登場。ジャンバが作った試作品047号。試作品の中では今作品にて初登場。詳しくは映画、ザ・シリーズの試作品リストを参照。
ポップ
第66話に登場。ジャンバが作った試作品009号。試作品の中では今作品にて初登場。詳しくは映画、ザ・シリーズの試作品リストを参照。
エース
声 - 玄田哲章
第66話・特別編・85話に登場。ジャンバが作った試作品262号。詳しくは映画、ザ・シリーズの試作品リストを参照。
フーン
第66話に登場。ジャンバが作った試作品540号。詳しくは映画、ザ・シリーズの試作品リストを参照。
カルメン
声 - 伊藤美紀
第66話に登場。ジャンバが作った試作品123号。詳しくは映画、ザ・シリーズの試作品リストを参照。リロイ&スティッチでは姿のみ登場していたが、名前と能力が公開されたのは今作が初である。
トゥーンズ
第71話に登場。ジャンバが作った試作品112号。詳しくは映画、ザ・シリーズの試作品リストを参照。61話で登場済みだが、改造前の能力での登場は今回が初である。
クリップ
第77話に登場。ジャンバが作った試作品177号。詳しくは映画、ザ・シリーズの試作品リストを参照。
ノーソックス
第77話に登場。ジャンバが作った試作品204号。詳しくは映画、ザ・シリーズの試作品リストを参照。
レトロ
第77話に登場。ジャンバが作った試作品210号。詳しくは映画、ザ・シリーズの試作品リストを参照。
PJ
第85話に登場。ジャンバが作った試作品133号。詳しくは映画、ザ・シリーズの試作品リストを参照。
エラスティコ
第85話に登場。ジャンバが作った試作品345号。詳しくは映画、ザ・シリーズの試作品リストを参照。
モーフォロミュー
声 - 鳥海勝美
第85話に登場。ジャンバが作った試作品316号。詳しくは映画、ザ・シリーズの試作品リストを参照。

#### その他のキャラクター（第3シリーズ）
美月（みつき）・葉月（はづき）
声 - 根谷美智子（美月）、柚木涼香（葉月）
60話・76話に登場。タクミの姉である双子。弁護士（美月）とファッションデザイナー（葉月）。ズル子の中学の同級生でもある。どちらも私生活はとんでもなくだらしない。
バビン
声 - 掛川裕彦
60話・72話に登場。タクミの家で飼っているブルドッグ。番犬・忠犬としての義務をきちんと果たすとても賢い犬。タクミの家を訪れたスティッチを警戒するも、自身の所持する骨で一緒に遊んだことで仲良くなり以降はスティッチとユウナに懐くようになる。72話で改造エラスティコの能力で子犬になってしまったユウナの正体にいち早く気づいてくれた。
タコ女
61話に登場。もともとはユウナが海栄小学校のサマーキャンプのメインイベント・肝試しのためにでっち上げた嘘の妖怪だったが、ガントゥが偶然拾ったユウナの書いたタコ女の絵を改造トゥーンズの口に入れたことによって変身した。満月の夜肝試しの会場であった島の頂上でくしゃみをするとその人を捕まえ大暴れをするが、スティッチがジャンバから渡されたチョウチョの絵をタコ女の姿になった改造トゥーンズの口に入れたことで、チョウチョの姿に変えられ捕獲された。また、61話の最後に本物のタコ女が登場した。
阿玉 芳雄（あたま よしお）
声 - 天田有希子
63話・75話・81話に登場。豊田さんの幼馴染み。クレバー学院に通っており、ゴールデンクイズに出場した。第75話では1シーンのみ登場、豊田さんと難問の知恵比べを競った。
ノミーもん太郎
声 - 稲葉実
63話・73話に登場。人気番組『学校対抗ゴールデンクイズ』の司会者。読者モデルオーディションの司会者としても登場。元ネタはみのもんたから。
プロデューサー
声 - 堀雅哉（AD堀くん）
63話に登場。人気番組『学校対抗ゴールデンクイズ』のプロデューサー。ハムスターヴィール率いるハムハム学園が姑息な手段を使う光景を前に不満を持っていた。
濱田（はまだ）くん
声 - 濱田龍臣
67話に登場。海栄小学校の生徒。ユウナたちと一緒にネバーランド（ハムスターヴィールが作ったテーマパーク）へ向かい、ハムスターヴィールの罠にかかってユウナたち共々洗脳されてしまう。
熱久（あつく）先生
70話に登場。テレビドラマ『熱血先生 熱久先生』の主人公の熱血教師。ハムスターヴィールは海栄小学校へ臨時赴任教師に変装して潜入する時にこの人物を手本にしていた。
野呂（のろ）ちゃん
声 - 吉田小百合
70話に登場。ユウナの同級生で、名前通りのろまで臆病な性格。女子バレー部員だが、いつも万年補欠である。今話以外にもエキストラで何度か登場している。
一子、二子、三子、四子
声 - 松岡由貴（一子）、田村ゆかり（二子）、中村千絵（三子）、大原めぐみ（四子）
70話に登場。海栄小学校女子バレー部のエース部員。『バレー沖縄四天王』とも呼ばれている。
お殿様
声 - 谷原章介
71話に登場。トゥーンズが取り込んだ歴史書から出てきた侍。織田信長の遠縁の親戚である。海栄小学校に入り込んだ際、織田信長が死んだことを知り、ショックを受けていた。ナポリタンのことを『ナポヒョウタン』と呼び気に入っていた。元の世界に戻った後、歴史書にナポリタンを食べるお殿様の姿が描かれた。
マネージャー
声 - 滝沢ロコ
74話に登場。アイドルとなったエンジェルの専属マネージャー。
リロ
声 - 諸星すみれ（幼少期）/半場友恵（大人）
79話に登場。本作の先史的位置付けである前身シリーズ作品『リロ&スティッチ』の主人公で、スティッチが最初に出会ったオハナ（家族）。既に大人になり、かつての自分にそっくりな娘もいるが、仕事が多忙なためかベビーシッターを雇っている。自分の留学とスティッチの銀河パトロールの出動が出たと同時に、故郷のハワイを後にした。一度は再会を試みるも、当日に姉のナニが赤ちゃんを出産したため行けなかった。そして、スティッチに新しい家族がいることを知り、困らせないように会わずに一度は帰ろうとするが、スティッチやユウナたちの協力によって再会し、また会いに行くと約束した。このエピソードが放送されるまでは一切リロのことに触れられず、姿はおろか名前すら出てこなかった。
リロの娘
声 - 諸星すみれ
79話に登場。外見は5歳の時のリロと瓜二つ。自由に遊びたいことからベビーシッターから逃げ回っている。スティッチと出会い、すぐに仲良くなった。スティッチとは初対面だったが母のアルバムや母の思い出話を聞いていたため、スティッチのことを知っていた。幼少期の母と同じく、ぬいぐるみのスクランプを持ち歩いている。
シッター
声 - 鵜飼るみ子
79話に登場。リロの娘のベビーシッター。
スティッチ親分
声 - 江川央生
84話に登場。改造デュープに作られたスティッチのコピーのリーダーで、彼らの中で一番強い。強い奴が正義という考え方をしていたが後に改心する。宇宙一強いエイリアンを倒すためにデリアの要塞に向かいダークエンドと戦いを挑むも、敗北したと同時にタイムリミットを迎え、他のコピー共々スティッチに吸収された。また、スティッチのコピーは強いコピーほど言葉が喋れた。
ダークエンド
声 - 渡辺菜生子
84、85話に登場。デリアがジャンバから強奪したデータを元に作ったネオパワーアップチップをコアに作り上げた最強のエイリアン。スティッチら試作品とは似て非なる存在。スティッチと姿が似ている。耳はデリアの耳に似せて作っており、その長い耳で空を飛ぶこともできる。体は黒く、頭には金髪の毛が生えていた。誰に対しても敬語で話すが、本気を出すと声が割れる。手から紫色のエネルギー弾を放つ他、地割れを起こす、雷を出す、スポーツ技術に長けているなど様々な特技を持っている。
あまりにも強すぎるので、最初はスティッチが地割れで落ちそうになると、手を差し伸べて救った振りをして、スティッチを片手で振り回しながら笑うなど、まったく本気ではなかった。
「家族」・「友達」のようなことを全く良く思っておらず、スティッチがバテかけている戦いの後半には「何が家族に友達だ。所詮エイリアンはエイリアン、いらなくなったらお払い箱じゃないですか!」と激怒した。
しかし絆の力によりさらに成長したパワーチップの力を持ったスティッチの驚異的な能力に完全敗北し、空の彼方にまで放り投げられてデリアの宇宙船に激突してから落下後にジャンバに捕獲された。

### スタッフ（第3シリーズ）
- 企画 - エディ・カックス、杉山登（テレビ朝日）、加藤良雄
- 総監督 - やすみ哲夫
- 監督 - 麦野アイス
- シリーズ構成 - 相内美生
- キャラクターデザイン - 大橋幸子
- プロップデザイン - 今石進
- 総作画監督 - 茂木琢次
- 美術監督（回毎に異なる） - 古賀徹（スタジオユニ）、工藤由美（アトリエローク07）、伊井蔵（アンサースタジオ）
- 色彩設計 - 松谷早苗
- 編集 - 小島俊彦、中葉由美子（岡安プロモーション）
- 音楽 - 中川幸太郎
- 音響監督 - 大熊昭
- プロデューサー - 久保聡、鮎貝義家、松久智治（テレビ朝日）
- アニメーション制作 - シンエイ動画
- 制作協力 - テレビ朝日、電通（クレジット無し）
- 製作 - ウォルト・ディズニー・テレビジョン・インターナショナル ジャパン

### 主題歌（第3シリーズ）
オープニングテーマ「みんなのゆめ」
作詞・作曲 - 小澤ちひろ、編曲・プロデュース - LOVERSSOUL、歌 - 小島瑠璃子 feat. 小澤ちひろ
※最終話はエンディングで使用された。
エンディングテーマ「みんなスティッチともだち!」
作詞・作曲 - CHI-MEY、編曲 - CHI-MEY・大久保友裕、サウンド・プロデュース - CHI-MEY、歌 - SYUHEI
※ディズニー・チャンネルなどの衛星放送およびDVDでのみ使用。

### 放送局（第3シリーズ）
| 放送地域                | 放送局                                      | 放送期間                      | 放送日時                 | 備考                                         |
| ----------------------- | ------------------------------------------- | ----------------------------- | ------------------------ | -------------------------------------------- |
| 日本国内 （一部を除く） | テレビ朝日（制作協力）ほかANNフルネット24局 | 2010年7月6日 - 2011年3月8日   | 火曜 19時00分 - 19時27分 | 同時ネット                                   |
| 日本全域                | テレ朝動画                                  |                               |                          | 有料配信 （第57話は放送後から2日間無料配信） |
| 日本全域                | ディズニー・チャンネル                      | 2010年10月3日 - 2011年6月26日 | 日曜 10時00分 - 10時30分 | CSチャンネル リピート放送あり                |

| テレビ朝日系列 火曜19:00 - 19:27枠                                             | テレビ朝日系列 火曜19:00 - 19:27枠                        | テレビ朝日系列 火曜19:00 - 19:27枠                                                                                   |
| 前番組                                                                         | 番組名                                                    | 次番組 |
| ------------------------------------------------------------------------------ | --------------------------------------------------------- | --- |
| スティッチ! 〜いたずらエイリアンの大冒険〜 ※19:00 - 19:30 【本作からアニメ枠】 | スティッチ! 〜ずっと最高のトモダチ〜 【本作までアニメ枠】 | トリハダ（秘）スクープ映像100科ジテン ※19:00 - 19:54 【本番組から再度バラエティ枠】 【本番組からローカルセールス枠】 |

### 休止について（第3シリーズ）
前作よりも休止期間は若干短くなっている。
- 特番などによる放送休止は以下の通り。
  - 2010年9月14日 - 10月5日は、秋期特番放送のため休止となった（そのうち、9月14日は第2部の『デジモンクロスウォーズ』1時間スペシャルを放送（枠名は『火アニ＋』のまま））。
  - 2010年11月2日は、NECスーパーベースボールスペシャル・プロ野球日本シリーズ第3戦（千葉ロッテマリーンズ対中日ドラゴンズ戦、千葉マリンスタジアム）のナイター中継で休止[注 41]。
  - 2010年12月28日 - 2011年1月4日は、年末年始特番のため休止。

### 備考（第3シリーズ）
- オフィシャルサポーターとして子役の濱田龍臣が就任[8]。放送開始日当日の『スーパーJチャンネル』のエンディングで濱田が登場し、テレビ朝日本社に展示された巨大スティッチ人形をバックにスティッチの魅力を伝えた。また、濱田は10月12日放送の67話で声優として特別出演した。
- 2010年8月3日放送時に、東京ディズニーリゾートの1デーパスポートが当たるプレゼントが行われた。
- 2010年8月17日に放送された63話では、同局のバラエティ番組『シルシルミシル』とのコラボ企画として『AD堀くん』こと堀雅哉（『AD堀くん』とクレジット）が劇中のクイズ番組のディレクター役で特別出演した（放送前週の8月11日放送分のシルシルミシルでは、アフレコの様子が放送された）。なお、シルシルミシルの宣伝にならないようにする関係上、ディズニー・チャンネルでの放送では堀の出演シーンがカットされた。
- 2010年8月31日、9月7日放送時には、スティッチの生誕の秘密に関する前後編形式のエピソードを記念して、2週にわたって3組6名に2泊3日沖縄旅行のプレゼントが行われた。
- 66話では、プリークリーが『リロ&スティッチ2』の出来事を示唆する発言をしている。また、この話では『リロ&スティッチ2』に登場したフュージョンチェンバーが登場した。
- 2010年10月19日放送時には、スティッチの玩具が当たるプレゼントが行われた。
- 2010年11月16日放送分の71話では、俳優の谷原章介が特別ゲストとして出演した。放送後には、当時出演したドラマ『霊能力者 小田霧響子の嘘』の番宣を顔出しで行った。
- 2010年12月7日から12月21日は3週にわたって、同時期に公開されたディズニー映画『トロン: レガシー』とのコラボレーションを実施。サブタイトル映像で作中に登場するパワードスーツ『トロンスーツ』を着たスティッチが登場し、1週目では『トロン: レガシー』の鑑賞券や関連グッズが当たるプレゼントを実施。
- 2011年1月25日の放送分の79話に、『リロ・アンド・スティッチ』の主人公、リロが登場した。また、先述したようにこの話で『リロ・アンド・スティッチ』と本作との関連性が完全にまとまっている。なおリロ役についてはそれぞれ担当声優とは違い、諸星すみれがリロ役で出演していた（諸星は少女期のリロ役も兼務）。ラストのエピソードに登場する成長期のリロ役は、第1作・第2作でタロウ役を演じていた半場友恵が務めている。
- 2011年6月19日には、未放送エピソードの『ヒーローはつらいよ』がディズニー・チャンネルで放送された。

### DVD（第3シリーズ）
いずれもウォルト・ディズニー・スタジオ・ジャパンから発売。レンタルは単巻でリリースされている。

#### BOX版（第3シリーズ）
スティッチ! 〜ずっと最高のトモダチ〜BOX1（2011年6月17日発売）
1話から15話までのエピソードを収録。
スティッチ! 〜ずっと最高のトモダチ〜BOX2（2011年7月20日発売）
16話から最終話、未放送エピソードを収録。

#### ベスト版（第3シリーズ）
スティッチ! 〜ずっと最高のトモダチ〜 ザ・ベスト スティッチ、ニュータウンに行く!（2011年6月17日発売）
『スティッチ、ニュータウンに行く!』『エンジェルを取り戻せ!』『リロと再会する日』の3話に加え、『スティッチが生まれた日』の長編バージョンと『ジャンバ博士のスティッチ!早わかり動画』を収録。期間限定生産。

## スティッチと砂の惑星
2012年6月16日の17時30分から18時30分にディズニー・チャンネルで放送された1時間の長編エピソード。『ずっと最高のトモダチ』の特別エピソード。芸人のケンドーコバヤシとハリセンボンの箕輪はるかが、ハムスターヴィールに囚われた開拓者エイリアン役で出演。この作品は元々鳥取県で2012年に開催された「国際まんが博」の作品として企画・制作されたもので、その名残として中盤でスティッチとユウナが鳥取を訪れるシーンがある。2016年6月22日に「スティッチ!パーフェクト・メモリー」と同時にDVDで発売された。

### ストーリー（砂の惑星）
夏休みの沖縄ニュータウンの浜辺で遊んでいたスティッチとユウナ。そんな時、銀河連邦議長から惑星戦争が起こったとの知らせが入る。戦争に立ち向かうことになったスティッチは、ユウナと沖縄に別れを告げ地球を離れる。目的地へ向かう途中、スティッチたちは燃料補給のために砂で覆われた砂漠の惑星『カトゥーナ星』へ立ち寄る。そこで彼らを待ち受けたのは、脱獄したハムスターヴィール博士と彼に囚われた、プリークリーのかつての仲間のワッタイナを初めとしたカトゥーナ星の開拓エイリアンたちだった。

### 登場人物（砂の惑星）
ワッタイナ
声 - 堀内賢雄
カトゥーナ星の開拓エイリアンで、プリークリーのかつての仲間。

## スティッチ!パーフェクト・メモリー
2015年8月7日18時30分から19時30分にディズニー・チャンネル、2015年9月20日にDlifeで放送された1時間の長編エピソード第2弾。2015年6月26日「スティッチの日」に制作を発表。ディズニー・チャンネルでは、世界初放送を記念して、「スティッチ！新作接近！パーフェクト・ウィーク」として2015年8月3日から7日まで特別編成が組まれ、特別編成最終日に放送された。Dlifeでは、「スティッチ！パーフェクトサンデー」として2015年9月13日と20日に2週連続の特別編成が組まれ、20日に無料初放送として放送された。2016年6月22日に前作「スティッチと砂の惑星」と同時にDVDで発売された。2020年時点で最後の作品となっている。

### ストーリー（パーフェクト・メモリー）
スティッチとユウナたちは平和な日常を過ごしていた。そんなある日、宇宙各地で謎の巨大タンクロケットによって自然資源が強奪される事件が発生。そのロケットが地球に現れたことでユウナとブーグーもそれに巻き込まれ、行方不明となる。ユウナたちを捜索するスティッチの前に銀河連邦のロボット・ティーラが現れる。ティーラはスティッチに事件の捜査協力を依頼しに来たというのだ。スティッチはユウナたちの捜索を優先して断ろうとするが、ティーラがユウナは銀河連邦に保護されていることを知らせたため、ティーラと共に宇宙へと向かう。

### 登場人物（パーフェクト・メモリー）
ティーラ
声 - 蒼井優
銀河連邦の女性型情報解析ロボット。

## 用語

### 第1・第2シリーズ
イザヨイ島
沖縄にある島。シーズン2までの主要舞台。ユウナもこの島の出身である。実は地球のヘソ（いわゆる中心に存在しているということ）である。モデルは竹富島。
ちたまの石
イザヨイ島にある伝説の石。地球の力がたくさん詰まっており、43のイイコトをすると願いが叶うと伝えられている。意志があるらしく、光ったりすることもある。
イイコトカウンター
ジャンバが発明した腕時計型メカ。イイコト（善行）をするとポイントが上がり、ワルイコト（悪行）をするとポイントが下がる。また、腕から外れるとポイントがリセットされ0から再カウントされてしまう。スティッチはいつもイイコトカウンターを真ん中の左腕に付けている。第3シリーズでは装着していない。
イザヨイ小学校
ユウナの通っている学校。第3シリーズでは統廃合によって廃校になったという設定で登場しない。

### 第3シリーズ
沖縄ニュータウン
第3シリーズの主要舞台。沖縄本島にある巨大都市。イザヨイ小学校の統廃合に伴い、ユウナとスティッチはこの都会へ引っ越すことになる。
海栄小学校（かいえいしょうがっこう）
沖縄ニュータウンにある、ユウナの転校する小学校。
パワーチップ
スティッチを生み出す際に体内に埋め込まれた謎のチップ。宇宙でさえも滅ぼすほどの強大な力を持っている。キューブ型のカプセルに入っている。最終話でユウナ達の声援により奇跡を起こす。
ネオパワーチップ
パワーチップよりも強力なパワーを秘めたチップ。本来ジャンバは万が一スティッチのパワーチップがデリアに奪われた際に、スティッチを守るために作ろうとした。しかしダークエンドを誕生させるためにデリアがジャンバからネオパワーチップの設計図を奪い取って作り上げ、ダークエンドに埋め込む。

## ゲーム
- スティッチ!DS オハナとリズムで大冒険（ニンテンドーDS、ディズニー・インタラクティブ・スタジオ、2009年12月3日発売）
  - リズム感覚で敵を攻撃したり障害物を回避したりすることができる、アクションゲームに音楽ゲームの要素を取り入れた『リズム・アドベンチャー』ゲームである。

- もっと!スティッチ!DS リズムでラクガキ大作戦♪（ニンテンドーDS、ディズニー・インタラクティブ・スタジオ、2010年11月18日発売）
  - 前作の要素に加えて、タッチペンでラクガキすることで絵が足場になったりするなどの新システムが追加。

## サウンドトラック
2010年4月28日に、『スティッチ!』および『スティッチ!〜いたずらエイリアンの大冒険〜』の主題歌および挿入歌、全13曲を収録したコンピレーションアルバム『スティッチ! オリジナル・サウンドトラック』がエイベックス・マーケティングから発売され、後に2019年1月9日に、ユニバーサルミュージックから再発売された。挿入歌のほとんどは初音源化となる。

### 収録曲
1. 南風と太陽 - 歌：MONGOL800（第2期3rdOP）
2. Rodeo star mate - 歌：the pillows（第2期2ndOP）
3. SMILE - 歌：キマグレン（第2期1stOP）
4. イチャリバオハナ - 歌：BEGIN（第1期OP）
5. アオイアラシ - 歌：All Japan Goith（第2期挿入歌）
6. TOMODACHI - 歌：グリーン・ピース（第2期挿入歌）
7. HERO - 歌：石川清貴（第2期挿入歌）
8. ひとりじゃない - 歌：bless4（第1期挿入歌）
9. Number One - 歌：ラヴァーズソウル（第2期挿入歌）
10. 下弦の月 - 歌：神谷千尋（第2期挿入歌）
11. スティッチ・イズ・カミング - 歌：bless4（第1期2ndED）
12. スティッチ・エイサー - 歌：ラヴァーズソウル（第2期ED）
13. イザヨイヨイ - 歌：BEGIN /w 鳩間可奈子（第1期1stED）

## 備考
- 第1シリーズ放送前に『魅惑のチキルーム:スティッチ・プレゼンツ “アロハ・エ・コモ・マイ!”』にユウナの訪ね人ポスターがあったが、第1シリーズ終了と同時に撤去された。第2シリーズでは、先述した東京ディズニーランドを訪れる話で、このアトラクションにあるスティッチの宇宙船のある場所と同じ所で宇宙船が不時着する場面がある。
- ディズニー・チャンネルの放送では、ハロウィーンやクリスマスなどの季節に関連したエピソードはその季節に限り限定放送されている（通常放送では欠番扱いになっている）。